# Las Vegas Aces 2023
La stagione 2023 delle Las Vegas Aces fu la 27ª nella WNBA per la franchigia.
Le Las Vegas Aces vinsero la Western Conference con un record di 34-6. Nei play-off vinsero il primo turno con le Chicago Sky (2-0), la semifinale con le Dallas Wings (3-0), vincendo poi il titolo WNBA battendo in finale le New York Liberty (3-1).

## Roster
| N° | Naz.                   | Ruolo | Sportivo       | Anno | Alt. | Peso |
| -- | ---------------------- | ----- | -------------- | ---- | ---- | ---- |
| 0  | Stati Uniti (bandiera) | G     | Jackie Young   | 1997 | 183  | 75   |
| 1  | Stati Uniti (bandiera) | A     | Kierstan Bell  | 2000 | 185  | 80   |
| 3  | Stati Uniti (bandiera) | AC    | Candace Parker | 1986 | 193  | 83   |
| 7  | Stati Uniti (bandiera) | A     | Alysha Clark   | 1987 | 180  | 75   |
| 10 | Stati Uniti (bandiera) | G     | Kelsey Plum    | 1994 | 173  | 66   |
| 12 | Stati Uniti (bandiera) | G     | Chelsea Gray   | 1992 | 180  | 77   |
| 13 | Australia (bandiera)   | AC    | Cayla George   | 1989 | 193  | 87   |
| 22 | Stati Uniti (bandiera) | C     | A'ja Wilson    | 1996 | 196  | 88   |
| 24 | Stati Uniti (bandiera) | G     | Ashley Joens   | 2000 | 185  | 72   |
| 41 | Stati Uniti (bandiera) | C     | Kiah Stokes    | 1993 | 191  | 87   |
| 51 | Stati Uniti (bandiera) | G     | Sydney Colson  | 1989 | 173  | 64   |
| 81 | Stati Uniti (bandiera) | C     | Alaina Coates  | 1995 | 193  | 102  |

## Staff tecnico
- Allenatore: Becky Hammon
- Vice-allenatori: Natalie Nakase, Tyler Marsh, Charlene Thomas-Swinson
- Preparatore atletico: Michelle Anumba